# Cantonul Mantes-la-Ville
Cantonul Mantes-la-Ville este un canton din arondismentul Mantes-la-Jolie, departamentul Yvelines, regiunea Île-de-France , Franța.

## Comune
- Buchelay
- Magnanville
- Mantes-la-Ville (reședință)
- Rosny-sur-Seine